# Pühalepa (Landgemeinde)
Pühalepa (deutsch: Pühhalep) ist eine ehemalige Landgemeinde im estnischen Kreis Hiiu mit einer Fläche von 255 km². Sie hatte 1699 Einwohner (Stand: 1. Januar 2010). 2017 fusionierten alle Gemeinden auf Hiiumaa zur neuen Landgemeinde Hiiumaa.

## Dörfer
Neben dem Hauptort Tempa gehörten zur Gemeinde die Dörfer Ala, Aruküla, Hagaste, Harju, Hausma, Hellamaa, Heltermaa, Hiiessaare, Hilleste, Kerema, Kukka, Kuri, Kõlunõmme, Leerimetsa, Linnumäe, Loja, Lõbembe, Lõpe, Määvli, Nõmba, Nõmme, Palade, Paluküla, Partsi, Pilpaküla, Prählamäe, Puliste, Pühalepa, Reikama, Sakla, Salinõmme, Sarve, Soonlepa, Suuremõisa, Suuresadama, Sääre, Tammela, Tareste, Tubala, Undama, Värssu, Vahtrepa, Valipe, Viilupi und Vilivalla.

## Sehenswürdigkeiten
Sehenswert war die Landschaft an der Ostküste der Insel Hiiumaa. Berühmte Baudenkmäler waren die vermutlich 1255 begonnene Kirche von Pühalepa und das Herrenhaus des Gutshofs Suuremõisa (deutsch: Großenhof). Das 1772 fertiggestellte Haupthaus ist eines der größten und schönsten in Estland.
In Salinõmme befand sich die Verwaltung des Inselschutzgebiets Hiiumaa.

## Persönlichkeiten
- Johannes von Sengbusch (1828–1907), deutsch-baltischer Pädagoge
- Alexander von Sengbusch, 1822–1877 Pastor in Pühalep

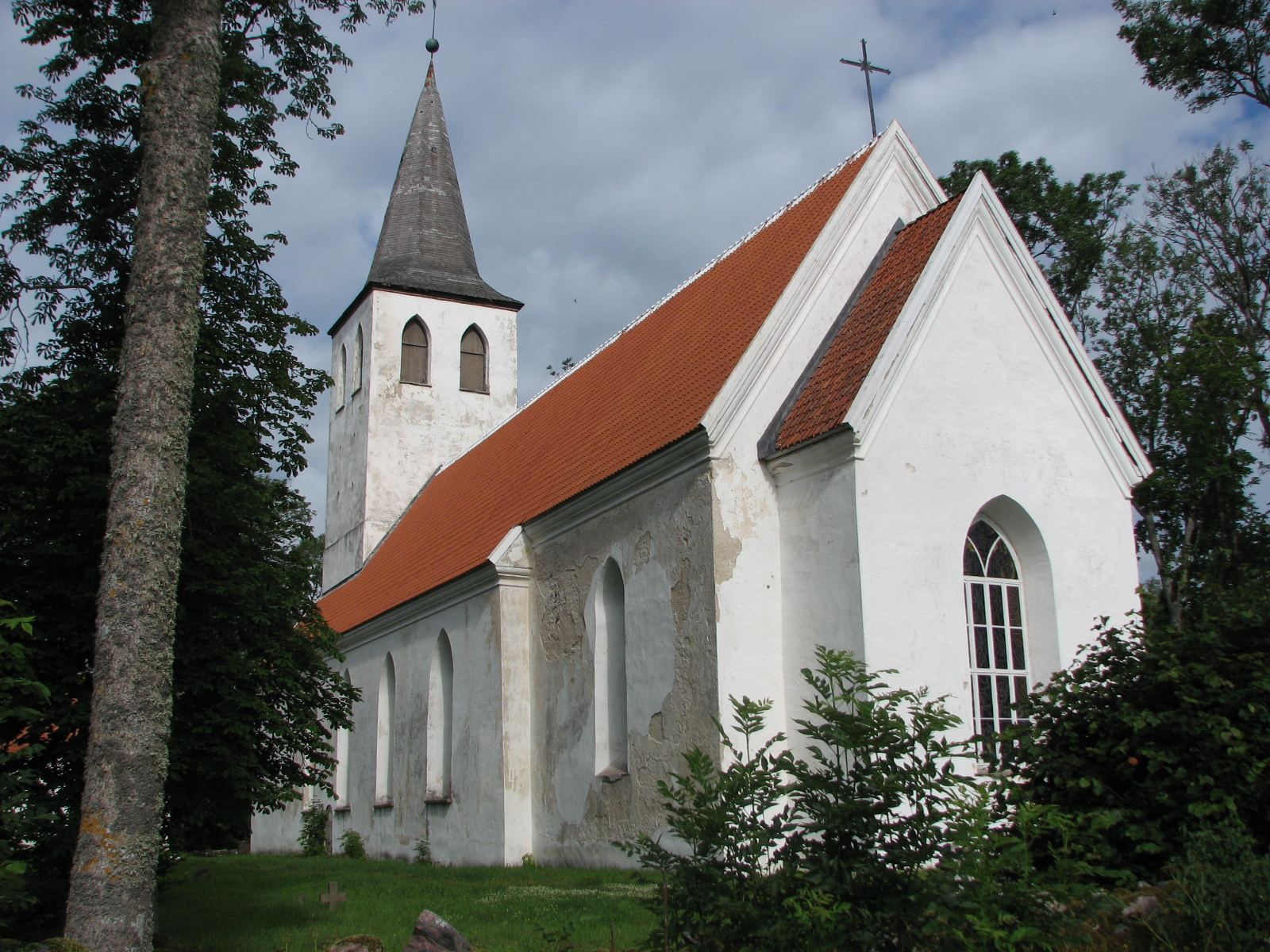
Kirche in Pühalepa
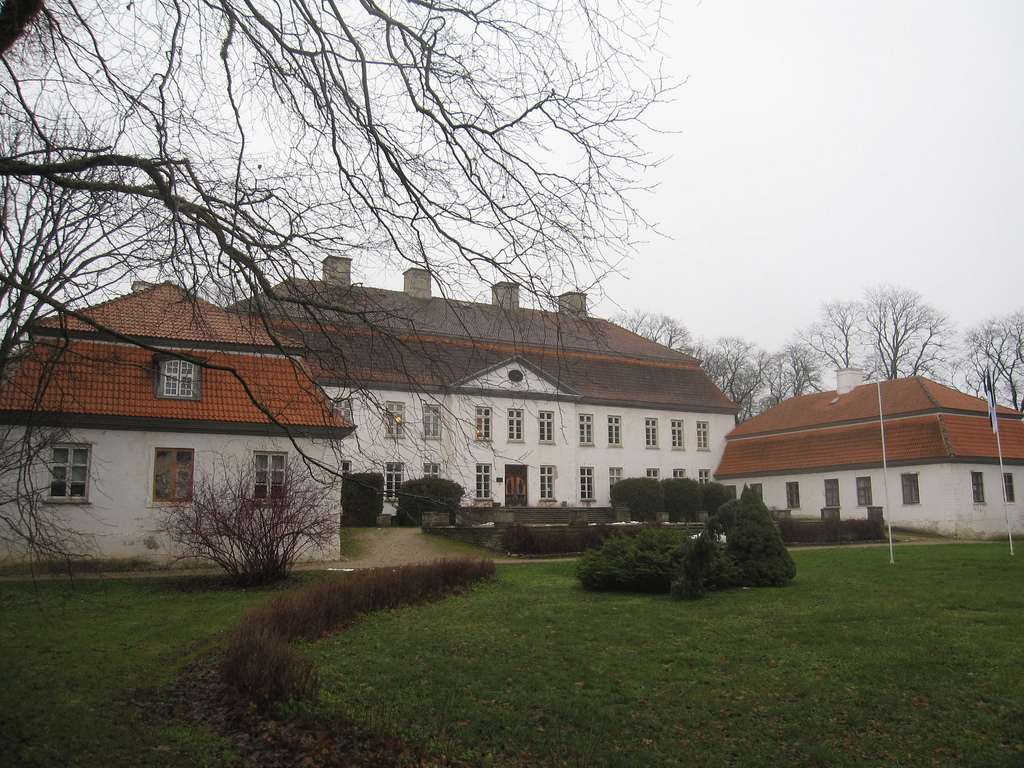
Herrenhaus Suuremõisa